# Tecklenborg Verlag
Der Tecklenborg Verlag (Tecklenborg Verlag GmbH & Co. KG) wurde von Hubert Tecklenborg gegründet und beschäftigt über 40 Mitarbeiter in Steinfurt. (Diesem Standort hat man einen eigenen Bildband gewidmet.)
Der Verlag ist traditionell auch im Bereich Zeitschriften aktiv. So wird das Magazin für Naturfotografie NaturFoto vom Verlag herausgegeben. Mit dem Wechsel des Kriminalautors Klaus Uhlenbrock vom Principal-Verlag zu Tecklenborg nahm der Verlag auch Belletristik in sein Programm auf.
Der Verlag hat viele Bildbände mit Tierfotografien publiziert. Einige dieser Veröffentlichungen basieren auf dem Wettbewerb Wildlife Photographer of the Year, der jährlich vom Natural History Museum in London und der BBC ausgeschrieben wird. Ergänzend dazu erscheinen auch Bücher über die komplette Flora und Fauna ausgewählter Lebensräume, sowie Werke über Landschaftsfotografie und Reiseberichte.
Auch der Naturfotograf Fritz Pölking wurde bei Tecklenborg verlegt. In Kooperation mit der GDT (Gesellschaft Deutscher Tierfotografen) verleiht der Tecklenborg Verlag alljährlich den „Fritz Pölking Preis“ und den „Fritz Pölking Nachwuchspreis“ für herausragende Projekte bzw. Portfolios.
2017 verstarb Hubert Tecklenborg im 70. Lebensjahr. Die Geschäftsführung des Verlags haben Brigitte Tecklenborg, Stefanie Tecklenborg und Christina Tecklenborg-Ostendorf inne.